# Vislanda församling
Vislanda församling var en församling i Vislanda-Blädinge pastorat i Allbo-Sunnerbo kontrakt i Växjö stift. 2020 uppgick församlingen i Vislanda-Blädinge församling.
Församlingskyrkan, Vislanda kyrka, ligger i den södra delen av tätorten Vislanda. 

## Administrativ historik
Församlingen har medeltida ursprung.
Församlingen bildade på medeltiden pastorat med Västra Torsås församling, därefter med Blädinge församling. År 2020 uppgick församlingen i Vislanda-Blädinge församling.